# Sea Bright
Koordinaten: 36° 53′ 2″ N, 30° 41′ 46″ O
Die Sea Bright war ein Frachtschiff, das am 16. Dezember 2010 an der Küste von Antalya, Türkei, havarierte, wobei der Schiffskoch ums Leben kam.

## Geschichte und Charakteristika
Das Schiff wurde auf der Lübecker Werft Orenstein & Koppel (Werftnummer 748) im Jahr 1978 für die Flensburger Seereederei Rolf-Dieter Nissen unter dem Namen Flensau fertiggestellt. Das Schiff hatte drei Laderäume und elf Ladebäume.
Bis 1986 fuhr das Schiff, zusammen mit seinem Schwesterschiff Krusau, für die Reederei Rolf-Dieter Nissen. Im Jahr 1986 wurden beide Schiffe an die ägyptische Pan-Arab Shipping verkauft und bei Technical Chandlers Hamburg GmbH modernisiert. Die Flensau wurde in Ezz-Eldin Refaat und die Krusau in Ibn Sina umbenannt. Im Jahr 2004 wurde die Ezz-Eldin Refaat an die georgische Angel Maritime Company verkauft und in Angel umbenannt. Ab 2005 trug sie den Namen Sea Bright. Zwischen 2006 und 2010 wurde das Schiff achtmal aufgrund von Mängeln festgehalten. Zum Zeitpunkt der Havarie war das Schiff im Eigentum der syrischen Reederei Phoenicia Maritime LLC und fuhr unter der Flagge Boliviens.

## Havarie und Verbleib

### Havarie 2010
Am späten Abend des 16. Dezember 2010 befand sich die Sea Bright auf einer Leerfahrt vor dem Hafen von Antalya, als sie gegen 23.30 Uhr (Ortszeit) durch einen Sturm an die Felsenküste gespült wurde und steuerbords Schlagseite bekam. Das Schiff setzte daraufhin einen Notruf ab. An Bord befanden sich 18 Mann Besatzung (16 Ägypter und zwei Syrer), wovon dreizehn nach der Havarie über Bord sprangen. Alle Besatzungsmitglieder konnten unmittelbar nach der Havarie gerettet werden, bis auf den ägyptischen Schiffskoch, der nicht gefunden werden konnte. Ein Besatzungsmitglied brach sich bei der Havarie ein Bein. Wenige Tage nach der Havarie wurde der Leichnam des vermissten Schiffskochs aus der See geborgen. Bei der Havarie rissen die Treibstofftanks des Schiffes, wobei Treibstoff in das Meer entwich.

### Verbleib 2010–2011
Das Wrack der Sea Bright wurde daraufhin von einem lokalen Unternehmen unter Einsatz eines Schwimmkrans in situ abgebrochen. Ende Juli 2011 wurden die Abwrackarbeiten beendet.